# Waza-Ebene
Koordinaten: 11° 36′ N, 14° 44′ O
Die Waza-Ebene ist eine Ebene in der Region Extrême-Nord in Kamerun. Sie erstreckt sich auf einer Fläche von 8000 km² zwischen den Flüssen Logone im Osten und El Beid im Westen. Auf der Waza-Ebene bildet sich in der Regenzeit ein ausgedehntes Feuchtgebiet aus, das Grand Yaeres oder einfach nur Yaeres genannt wird und eine große Bedeutung für die Lebensgrundlagen der einheimischen Bevölkerung hat.

## Waza-Logone Überschwemmungsgebiet
Da das Gebiet sehr flach ist, stehen große Teile für mehrere Monate jährlich unter Wasser, dies wird bedingt durch die Regenzeit im Hochland von Adamaua in den Sommermonaten. Der dann anschwellende Logone und die saisonal fließenden Flüsse Mayo Tsanaga, Mayo Boula und Mayo Vrick überschwemmen eine Fläche von ca. 3000 km². Die Flutsaison beginnt im August und erreicht ihren Höhepunkt im September und Oktober mit dem Eintreffen des Hochwassers im Logone. Durchschnittlich steht die Ebene dann etwa 0,7 bis einen Meter unter Wasser und bis zu 850.000 Tonnen Sedimente werden pro Jahr abgelagert. Ab Dezember trocknen die Überflutungsgebiete ab und das Hochwasser drückt über den dann entstehenden Fluss Logomatya zurück in den Logone und in den El Beid auf der westlichen Seite der Überflutungszone. Dieses Überschwemmungsgebiet wurde am 20. März 2006 unter dem Titel The Waza Logone Floodplain auf einer Fläche von 600.000 Hektar unter den Schutz der Ramsar-Konvention gestellt. Diese Schutzzone schließt die beiden kamerunischen Nationalparks mit ein und grenzt an das tschadische Ramsar-Gebiet Plaines d’inondation du Logone et les dépressions Toupouri im Südosten.

## Klima
Das Klima der Region wird bestimmt durch den Wechsel von Trocken- und Regenzeit. Die Regenzeit beginnt mit dem Eintreffen des westafrikanischen Monsuns Mitte Mai und dauert bis Oktober. Die durchschnittlichen jährlichen Niederschlagsmengen variieren von 750 mm im Süden bis 600 mm im Norden der Region. Die Tagesmitteltemperatur in der Region variieren von 17,3 °C im Dezember bis 28,1 °C im April. Die Trockenzeit dauert von November bis April und wird durch das Vordringen des Nord-Ost-Passatwindes Harmattan hervorgerufen.

## Bevölkerung
In der Waza-Ebene leben ca. 220.000 Menschen an den Flussläufen. Es leben in der Region fünf Volksgruppen, die der Musgum, Bornouan, Peulhs, Kotoko und Nomaden, die Dialekte des Tschadisch-Arabisch sprechen.
Nach Schätzung der UNEP leben ca. 60 % der Bevölkerung von der Landwirtschaft und vom Fischfang. Beides wird erst durch die jährlichen Überschwemmungen ermöglicht.

## Flora und Fauna
Die Flora und Fauna der Waza-Ebene wird durch verschiedene Vegetationstypen des Sahels (im Norden) und des Sudans (im Süden) bestimmt. In der Region leben unter anderen afrikanischen Säugetieren größere Gruppen des Kob (Kobus kob), Pferdeantilopen (Hippotragus equinus), Rotstirngazellen (Eudorcas rufifrons), Giraffen (Giraffa camelopardalis), afrikanische Elefanten (Loxodonta africana), Löwen (Panthera leo), Hyänen (Hyaenidae sp.) und Schakale (Canis sp.). Die Überschwemmungsgebiete des Yaeres bilden einen wichtigen Lebensraum für afrikanische Wasser- und Zugvögel der nördlichen Hemisphäre. Zählungen der Bestände an Wasservögel ergaben eine Zunahme von 59.000 (1993) auf 87.000 Tieren 1997. Insgesamt wurden 379 Vogelarten in der Region gezählt, unter anderen der Wüstenspecht (Dendropicos elachus), Arabientrappe (Ardeotis arabs), Witwenpfeifgans (Dendrocygna viduata) und der Riedscharbe (Phalacrocorax africanus).
Die Überschwemmungsgebiete bilden ein wichtiges Brutgebiet für Fisch. Es werden jedes Jahr ca. 2000 Tonnen (getrocknet) an Fisch für den regionalen Bedarf gefangen. Zu den wichtigsten Speisefischen zählen Raubwelse (Clarias sp.), Tilapien (Tilapia sp.), Brycinus (Alestes nurse) und Nilhechte (Petrocephalus sp.).

## Nationalparks
Da dieses Gebiet eine große ökologische Bedeutung hat, wurden bereits in den 1930er Jahren zwei Nationalparks eingerichtet. Es handelt sich um den 45 km² großen Kalamalou-Nationalpark im Norden und den 1700 km² großen Waza-Nationalpark im Südwesten der Ebene.

## Das Waza-Logone-Projekt
Durch den Bau des Maga-Damms und die Eindeichung des Logone im Rahmen des SEMRY-Programms zur Bewässerung von Reis-Anbaugebieten im Jahre 1979 wurde die Fläche der Überflutungsgebiete drastisch reduziert. Zahlreiche Seen und Tümpel trockneten aus, die früher die gesamte Waza-Ebene bedeckten, und die Böden erodierten und wurden teilweise unfruchtbar. Dies führte dazu, dass eine große Anzahl von Tieren das Gebiet verließ und Menschen abwanderten. Vor diesem Hintergrund wurde von der IUCN das Waza-Logone-Projekt ins Leben gerufen, mit der Unterstützung der Universität Leiden aus den Niederlanden und in Zusammenarbeit mit den Behörden Kameruns. Ziel des Projektes ist es, die Flutgebiete der Waza-Ebene wiederherzustellen und zu renaturieren.

## Quelle
- "Chari-Logone and Lake Chad sub-system", UNEP-Publikation, englisch (PDF; 4,3 MB)
- "The Return of the Water, Restoring Waza Logone floodplains", IUCN-Publikation, englisch (PDF; 2,9 MB)